# Buskbi
Buskbi (Apis andreniformis) är en art i insektsordningen steklar som tillhör familjen långtungebin, och en nära släkting till det vanliga honungsbiet. Det ansågs tidigare som en varietet av dvärgbiet; liksom detta finns det i södra Asien.

## Beskrivning
Buskbiet är en nära släkting till dvärgbiet, som det tidigare betraktades som en underart av. Liksom detta är det ett litet, övervägande svart bi med en längd på 6,5 till 10 mm. Drottningen har en helt svart bakkropp, medan arbetarna har skutellen (den bakersta delen av mellankroppen) i avvikande färg (J. S. Higgs anger mörkt rödbrun, medan M. Nordgulen anger gul). Arbetarna hos dess förväxlingsart, dvärgbiet, har ett omkastat mönster; skutellen är svart, medan tergiterna1 till 2 är mörkt rödbruna. till 6 svarta. Det finns emellertid former av buskbiet som har de två första tergiterna rödbruna.

## Ekologi
Boet hänger från en trädgren i fuktiga skogar nära vattendrag. Det har en enda, öppen bikaka som skyddas av flera lager av bin (något som är ovanligt bland honungsbina).
Precis som det vanliga honungsbiet, A. mellifera (och givetvis sin nära släkting dvärgbiet) har buskbiet ett dansspråk med vilket ett bi som hittat en nektarkälla visar avståndet och riktningen till denna för de övriga arbetarna. Bina dansar emellertid på bikakans horisontella, övre fundament, ej på den vertikala ytan, till skillnad från många andra honungsbin. Detta medför att dansriktningen inte pekar ut vinkeln mellan solen och nektarkällan, utan den direkta, geografiska riktningen till densamma.

## Utbredning
Arten finns från Myanmar, över sydöstra Thailand samt Sichuan och Hunan i Kina till Filippinerna.